# Elaphria trolia
Elaphria trolia är en fjärilsart som beskrevs av Dyar 1914. Elaphria trolia ingår i släktet Elaphria och familjen nattflyn. Inga underarter finns listade i Catalogue of Life.